# Sete erros do mundo
Sete erros do mundo, é uma lista de Mahatma Gandhi e mais tarde ofertou ao seu neto Arun Gandhi, escrita num pedaço de papel, no seu último dia juntos, pouco antes do seu assassinato. Os sete erros são:
- Riqueza sem trabalho;
- Prazer sem consciência;
- Conhecimento sem caráter;
- Ciência sem humanidade;
- Negócios sem moralidade;
- Adoração sem sacrifício;
- Política sem princípio.

Essa lista surgiu da busca de Gandhi para as raízes da violência e ele chamou estes atos de violência passiva. Prevenir-se contra estes atos seria a melhor maneira de prevenir-se ou prevenir a sociedade de chegar a um ponto de violência, de acordo com Gandhi.
A esta lista, Arun Gandhi acrescentou um oitavo erro: direito sem responsabilidade.